# 疣叶暗罗
疣叶暗罗（学名：Polyalthia verrucipes）是番荔枝科暗罗属的植物，为中国的特有植物。分布在中国大陆的云南等地，生长于海拔1,000米至1,800米的地区，多生在山地密林中，目前尚未由人工引种栽培。